# HP-34C
La HP-34C, commercialisée de 1979 à 1983, était une calculatrice programmable avec mémoire permanente (elle conservait les programmes une fois éteinte). Sa mémoire pouvait se répartir dynamiquement de 70 pas de programmes et 21 registres jusqu'à 210 pas et 1 registre. Bien que technologiquement dépassée par sa concurrente TI-58C, pourtant plus âgée, moins coûteuse, plus puissante et plus rapide, elle possédait un jeu d'instruction très complet et une taille beaucoup plus réduite. Elle permettait la résolution d'équations et l'intégration numérique de fonctions à programmer, sur des touches dédiées (une nouveauté par rapport à la TI qui disposait de ces fonctions sur des modules ROM). Ce bon équilibre en fit une calculatrice très respectée malgré son apparition tardive, sur un marché qui évoluait vers les calculatrices à affichage LCD à faible coût et programmables en BASIC. Sa formule fut reconduite dans la HP-15C, qui connut, elle aussi, les affres d'une âpre concurrence. Elle reste encore à ce jour une calculatrice mythique, très recherchée par les collectionneurs, en particulier grâce à ses possibilités de calcul matriciel et sur les nombres complexes.
La HP-34C fut la dernière calculatrice de Hewlett-Packard équipée d'un affichage à LED, et la deuxième plus puissante en dessous de la HP-67. Elle a connu un succès assez important dans son pays d'origine, alors qu'en Europe et particulièrement en France, les prix agressifs et la puissance de la TI-58C, pourtant en fin de carrière, ont littéralement étouffé les ventes de la HP-34C.
Cette calculatrice disparut des ventes en 1983, principalement à cause de l'apparition des affichages LCD qui permettaient une augmentation considérable de l'autonomie. Sa remplaçante, la HP-15C, n'avait plus besoin de chargeur et ses piles pouvaient l'alimenter pendant plusieurs mois, alors que la HP-34C tenait quelques heures et devait ensuite être rechargée. La HP-41C n'était pas en concurrence avec un quelconque modèle de chez Hewlett-Packard, mais sa naissance en 1979 marqua tout de même la fin de tous les modèles HP qui lui furent contemporains, la HP-34C comprise.

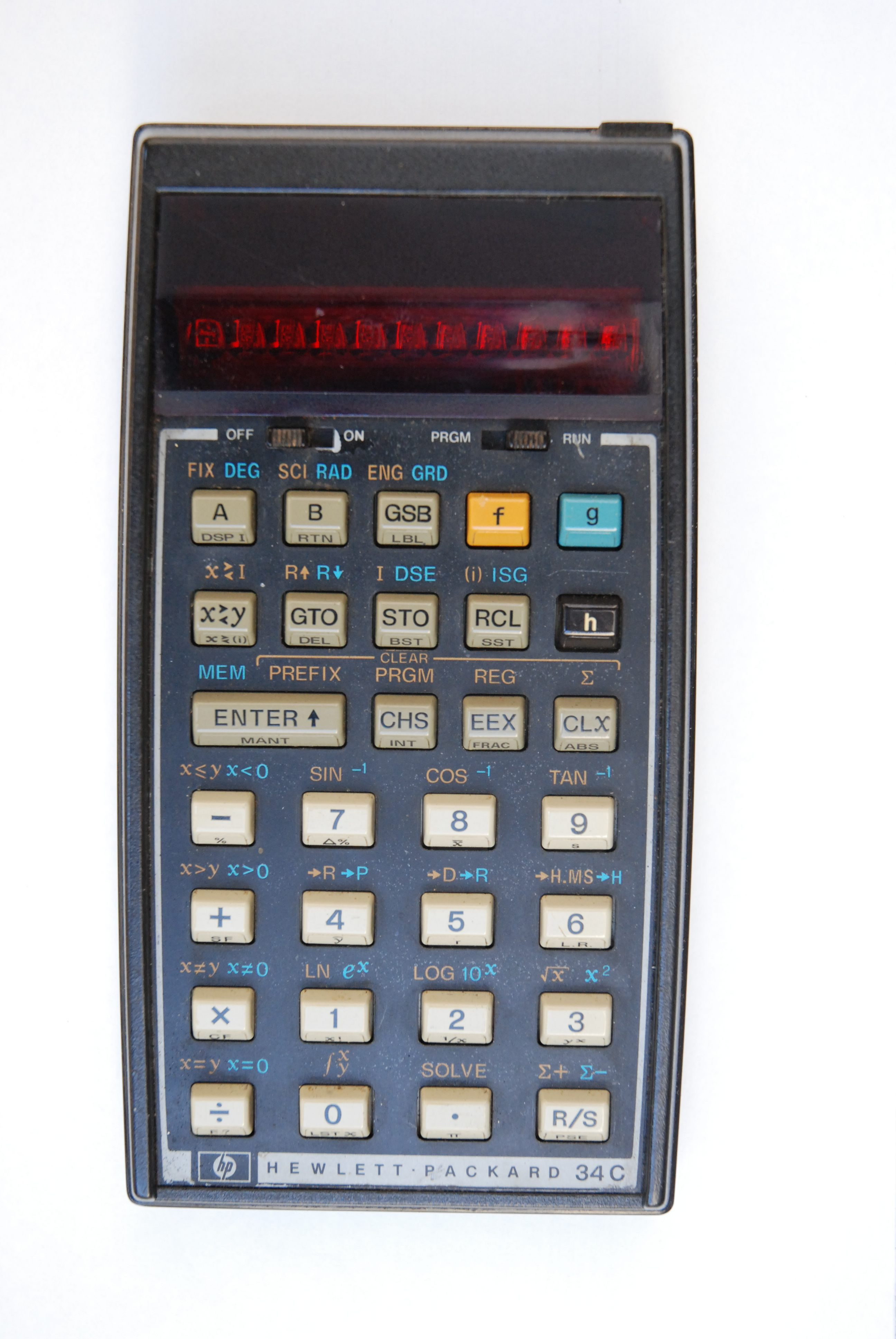
Calculatrice HP-34C.

## Caractéristiques générales
Comme toutes les calculatrices Hewlett Packard de cette époque, la HP-34C utilisait la notation polonaise inversée. Son affichage à LED rouges était relativement consommateur d'énergie et contraignait à l'utiliser branchée sur secteur pour la programmation. La calculatrice comportait 70 pas de programme et 20 registres (ou mémoires) sans compter la « pile ». Les registres pouvaient être convertis en sept pas de programme chacun, portant le potentiel de programmation à 210 pas de programme. Un registre particulier, celui destiné à l'adressage indexé, restait disponible dans tous les cas.
Comme la plupart des calculatrices de l'époque, la HP-34C était livrée avec un manuel d'exemples de programmes, dont deux jeux (Module lunaire et jeu de Nim), hérités de la HP-67 de 1976. La victoire du joueur était annoncée par l'affichage clignotant 55178 qui, en retournant la calculatrice (et compte tenu de la résolution médiocre de son afficheur 7 segments) permettait de lire « BLISS » ; la défaite du joueur était signalée par LOSE écrit à l'envers (c'est-à-dire 3507).  Il était possible, au prix de quelques registres convertis en pas de programme, de programmer un jeu de blackjack.

## Machine à mémoire permanente
La lettre C (pour  Continuous Memory) qui figure dans le nom de cet appareil signifie qu'il s'agissait d'une machine à « mémoire permanente », c'est-à-dire que les données saisies dans la pile et dans la mémoire programme étaient conservées même lorsqu'on éteignait la machine. 

## Programmation
Ses possibilités de programmation étaient très évoluées par rapport à sa cadette la  HP-33C (qui succédait à la vieille HP-25C en apportant juste quelque fonctions statistiques supplémentaires), et soutenaient la comparaison par rapport aux concurrentes TI-57, 58 et 59 : flags, adressage indirect, compteur de boucles, labels, touches utilisateur, édition des programmes.

## Fonctions pré-programmées
La grande nouveauté de la HP-34C tenait à deux fonctions préprogrammées disponibles au clavier :
- la fonction INTEGRATE, qui effectuait l'intégration numérique sur un intervalle fini d'une fonction ;
- la fonction SOLVE qui effectuait la résolution numérique d'une fonction.

Il fallait programmer la fonction sur la calculatrice. La routine SOLVE pouvait également exploiter la dérivée de la fonction si celle-ci était programmée (l'algorithme reposait, à quelques améliorations de détail près, sur la méthode de Newton). SOLVE recherchait les racines multiples en procédant par « déflation », : à chaque fois qu'une nouvelle racine {\displaystyle x_{n}} était déterminée, la fonction était divisée par {\displaystyle (x-x_{n})}. 
Ces deux fonctionnalités (dont on voit les touches d'appel en jaune au-dessus des touches « 0 » et « point décimal » sur la photo ci-contre) constituaient une première pour une calculatrice de poche, en tout cas sous la forme de fonctions directement accessibles par des touches. Les TI58 et 59 concurrentes disposaient de ces fonctions dans des programmes intégrés aux modules ROM interchangeables dont elles pouvaient être équipées. 

## Secrets
Comme sur la plupart des calculatrices de l'époque, il était possible d'accéder à des zones ROM normalement invisibles de la HP-34C. En lançant la séquence d'auto test STO+ENTER et en éteignant aussitôt la calculatrice, on pouvait ensuite la rallumer et passer en mode prgm et explorer avec SST et BST le contenu de la ROM.